# Meiwa (Mie)
Meiwa (明和町?) è una cittadina giapponese della prefettura di Mie.